# Therlinya ballata
Therlinya ballata är en spindelart som beskrevs av Gray och Smith 2002. Therlinya ballata ingår i släktet Therlinya och familjen Stiphidiidae.
Artens utbredningsområde är New South Wales. Inga underarter finns listade i Catalogue of Life.